# Dimorphocalyx balakrishnanii
Dimorphocalyx balakrishnanii är en törelväxtart som beskrevs av Tapas Chakrabarty och Premanath. Dimorphocalyx balakrishnanii ingår i släktet Dimorphocalyx och familjen törelväxter. Inga underarter finns listade i Catalogue of Life.